# Adicella visayana
Adicella visayana är en nattsländeart som beskrevs av Wolfram Mey 1998. Adicella visayana ingår i släktet Adicella och familjen långhornssländor. Inga underarter finns listade i Catalogue of Life.